# بوخر
بوخر (به اسپانیایی: Búger) یک شهرستان در اسپانیا است که در Raiguer واقع شده‌است.

## خصوصیات
بوخر ۸٫۲۹ کیلومترمربع مساحت و ۱٬۰۶۰ نفر جمعیت دارد.